# Tokmak (Ukraina)
Tokmak (ukr. Токмак, do 1962 Wielki Tokmak) – miasto w południowo-wschodniej części Ukrainy, w obwodzie zaporoskim, nad rzeką Tokmak, od 2022 pod okupacją rosyjską.
Stacja kolejowa nosi dawną nazwę – Wielki Tokmak.
Przed okupacją rosyjską w mieście działała największa elektrownia słoneczna na Ukrainie – Tokmak Solar Energy Co Ltd. Moc elektrowni – 50 MW.
W Tokmaku w roku 1893 urodził się Marko Bezruczko – ukraiński wojskowy, obrońca Zamościa.
W mieście rozwinął się przemysł maszynowy oraz meblarski.